# Alessandro Mattioli Pasqualini

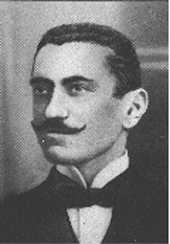
Alessandro Mattioli Pasqualini

Conte Alessandro Mattioli Pasqualini (* 1. März 1863 in Cingoli, Provinz Macerata; † 29. Januar 1943 ebenda) war ein Diplomat und Politiker im Königreich Italien, der zwischen 1909 und 1938 als Minister des Königlichen Hauses (Ministro della Real Casa) für die privaten Angelegenheiten des Königs und seiner Familie sowie für die Verwaltung der Krongüter zuständig war. Er war des Weiteren von 1913 bis zu seinem Tode 1943 Mitglied des Senats (Senato del Regno) und wurde 1919 zum Conte erhoben.

## Leben

### Eintritt in den diplomatischen Dienst und Verwendungen als Diplomat
Alessandro Mattioli Pasqualini, Sohn von Francesco Mattioli und Eleonora Pasqualini, absolvierte ein Studium der Rechtswissenschaften an der Universität Bologna, welches er mit einem Laurea in giurisprudenza beendete. Er trat am 6. Februar 1888 in den diplomatischen Dienst des Außenministeriums (Ministero degli affari esteri) und wurde am 24. Juni 1888 an die Gesandtschaft im Deutschen Kaiserreich versetzt. Dort wurde er am 27. März 1889 Attaché und für seine Verdienste auch Ritter des Ordens der Krone von Italien. In der Folgezeit wurde er am 6. Juli 1890 zum Vizesekretär Zweiter Klasse (Vicesegretario di II classe) sowie am 30. August 1891 zum Vizesekretär Erster Klasse befördert. Als solcher wechselte er am 4. Dezember 1893 an die Gesandtschaft im Königreich Dänemark und wurde dort am 4. Dezember 1893 zum Sekretär Dritter Klasse ernannt. Am 11. Mai 1895 wechselte er wieder an die Gesandtschaft im Deutschen Kaiserreich und wurde dort am 22. Dezember 1898 Sekretär Zweiter Klasse sowie am 2. Januar 1902 Sekretär Erster Klasse, ehe er am 28. Juli 1902 zum Legationssekretär Erster Klasse (Segretario di legazione di I classe) befördert wurde. Während seiner bis zum 5. Oktober 1906 dauernden mehr als elfjährigen Tätigkeit an der Gesandtschaft in Berlin wurde er am 17. Oktober 1897 Ritter des Ordens der Heiligen Mauritius und Lazarus sowie am 5. Juni 1902 erst Offizier des Ordens der Krone von Italien und daraufhin am 18. Januar 1903 Offizier des Ordens der Heiligen Mauritius und Lazarus.
Am 5. Oktober 1906 wurde er als Legationssekretär Erster Klasse Generalkonsul in Budapest und am 14. Februar 1907 durch Königliches Dekret sowie Königliches Patent vom 16. Juni 1907 als Nobile in den Adelsstand erhoben. Im August 1907 wurde er zum Legationsrat Erster Klasse (Consigliere di legazione di I classe) befördert und im Anschluss am 1. Dezember 1907 an die Gesandtschaft in Chile versetzt, an der zeitweilig auch Geschäftsträger war. Am 15. Juli 1909 wurde er Legationsrat Erster Klasse sowie Geschäftsträger an der Gesandtschaft in Brasilien.

### Minister des Königlichen Hauses, Senator und Ernennung zum Botschafter
Am 23. November 1909 übernahm Alessandro Mattioli Pasqualini von Emilio Ponzio Vaglia den Posten als Minister des Königlichen Hauses (Ministro della Real Casa) und war als solcher bis zu seiner Ablösung durch Pietro d’Acquarone am 15. Januar 1939 für die privaten Angelegenheiten des Königs und seiner Familie sowie für die Verwaltung der Krongüter zuständig. 1910 wurde ihm das Großkreuz des Ordens der Krone von Italien verliehen. Daneben engagierte er sich als Mitglied des Rates (Consiglio provinciale) der Provinz Macerata und wurde am 14. August 1911, am 12. August 1912 sowie am 11. August 1913 jeweils Präsident dieses Rates.
Am 16. Oktober 1913 wurde er zum Mitglied des Senats (Senato del Regno) ernannt und gehörte diesem vom 4. Dezember 1913 bis zu seinem Tode am 29. Januar 1943 an. Für seine Verdienste erhielt er am 4. Januar 1914 zudem das Großkreuz des Ordens der Heiligen Mauritius und Lazarus. Er nahm als Leutnant (Tenente) der Genietruppe (Corpo del genio militare) von 1915 bis 1918 am Ersten Weltkrieg teil und erhielt für seine militärischen Verdienste und seine Tapferkeit in dieser Zeit das Kriegsverdienstkreuz, die Erinnerungsmedaille an den italienisch-österreichischen Krieg, die Gedenkmedaille zur Einheit Italiens sowie die Interalliierte Siegesmedaille.
Durch Königliches Dekret vom 6. Juli 1919 und durch Königliches Patent vom 3. August 1919 wurde er zum Conte erhoben und am 25. November 1919 als Inviato straordinario zum Gesandten befördert. Am 1. Dezember 1923 wurde ihm der Titel eines Botschafters (Ambasciatore) sowie am 27. Oktober 1932 des Weiteren das Großkreuz des Kolonial-Ordens vom Stern von Italien verliehen. Durch königliches Dekret vom 8. April 1933 wurde er berechtigt, den mit einer päpstlichen Ehre verbundenen Titel „Nobile“ zu führen. Mit Beendigung seines Amtes als Minister des Königlichen Hauses am 15. Januar 1939 schied er auch aus dem diplomatischen Dienst aus und trat in den Ruhestand.